# St. Nikolaus (Brunnthal)

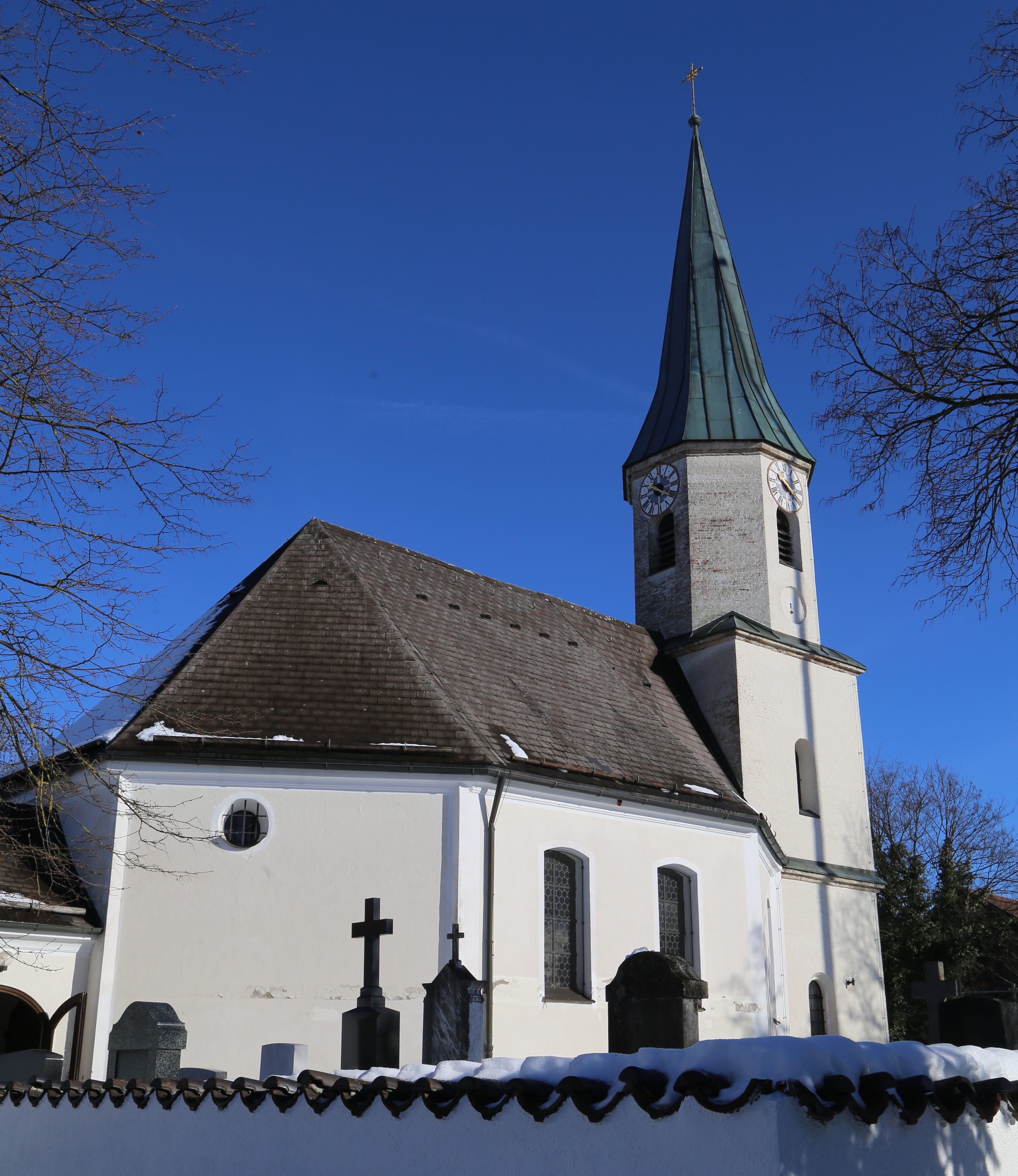
St. Nikolaus in Brunnthal

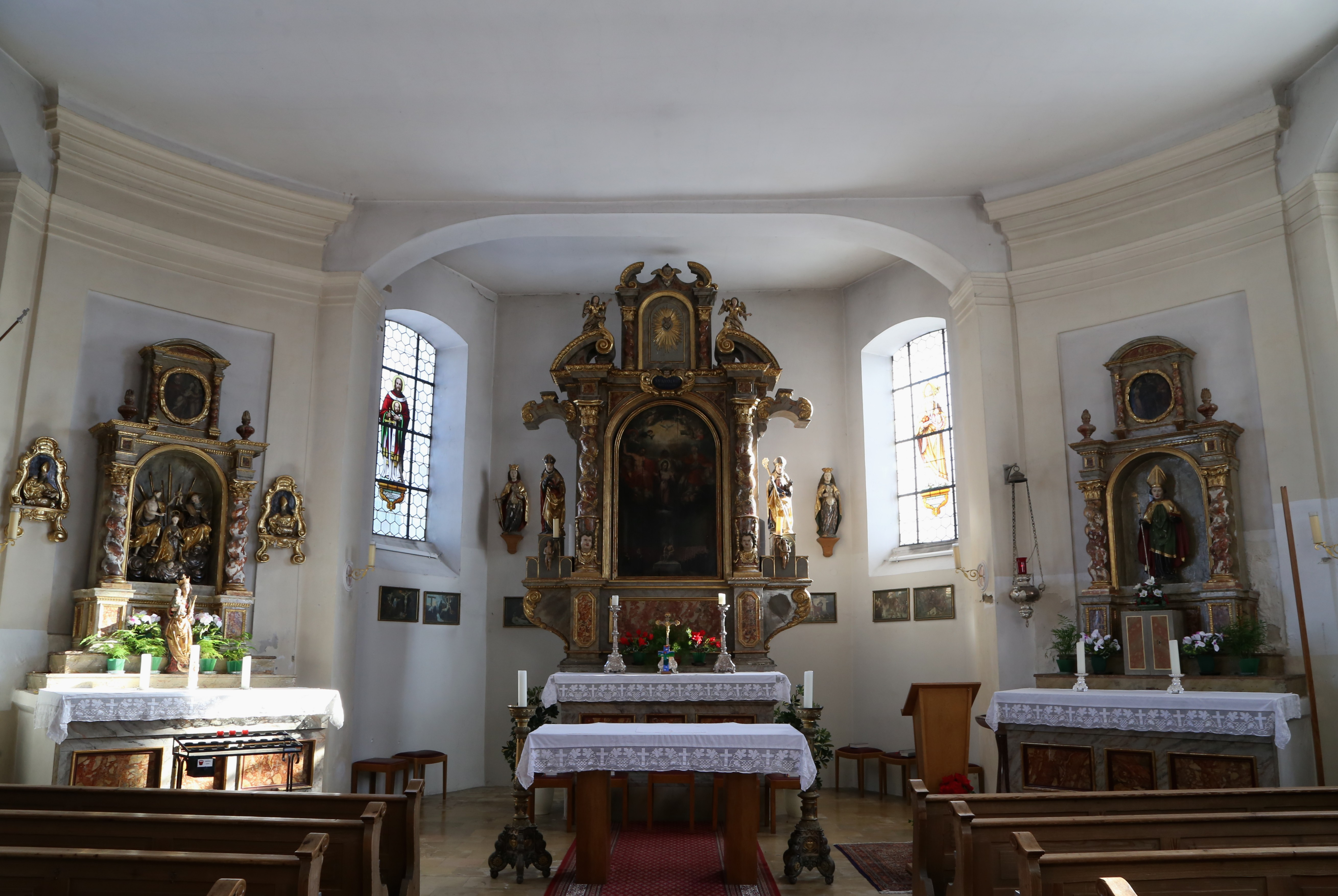
Innenraum

Die römisch-katholische Pfarrkirche St. Nikolaus steht in Brunnthal, einer Gemeinde im oberbayerischen Landkreis München. Das Bauwerk ist in der Liste der Baudenkmäler in Brunnthal unter der Nr. D-1-84-114-1 eingetragen. Die Kirche gehört zum Dekanat München-Südost im Erzbistum München und Freising.

## Beschreibung
Die barocke Saalkirche wurde 1740/41 nach einem Entwurf von Ignaz Anton Gunetzrhainer erbaut. Sie besteht aus einem Langhaus auf achteckigem Grundriss, einem eingezogenen, dreiseitig geschlossenen Chor im Westen und einem Kirchturm im Osten. Der Turm wurde 1863 um ein achteckiges Geschoss für die Turmuhr und den Glockenstuhl erhöht und mit einem spitzen Helm bedeckt. 
Der Innenraum des Langhauses ist mit einer Flachdecke überspannt. Der Hochaltar wird von den Statuen des Emmeram von Regensburg und des Dionysius von Paris flankiert. Auf dem Altarretabel ist die Krönung Mariens dargestellt. Im Chor befinden sich die Skulpturen der Katharina von Alexandrien und der Margareta von Antiochia aus der ersten Hälfte des 16. Jahrhunderts.

## Orgel

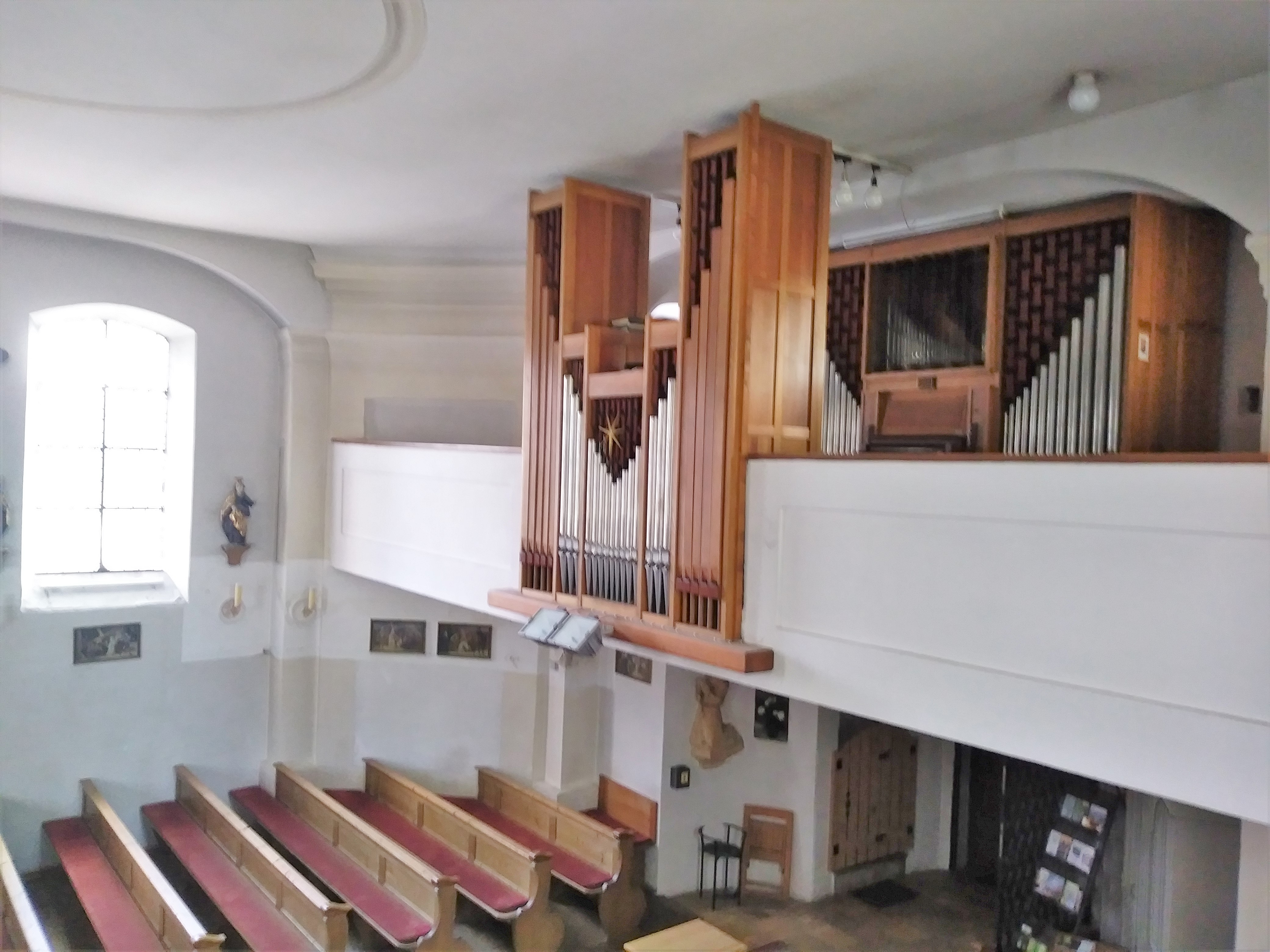
Die Kubak-Orgel

Die Orgel mit 12 Registern auf zwei Manualen und Pedal wurde von Rudolf Kubak im Jahr 1973 neu gebaut. Sie hat Schleifladen und mechanische Spiel- und Registertraktur. Die Disposition lautet:
| I Manual       |    |
| Rohrflöte      | 8′ |
| Amarosa        | 8′ |
| Principal      | 4′ |
| Octav          | 2′ |
| Sesquialter II |    |
| Mixtur III     |    |

| II Manual  |    |
| Copel      | 8′ |
| Gedackt    | 4′ |
| Blockflöte | 2′ |
| Sifflet    | 1′ |

| Pedal    |     |
| Subbaß   | 16′ |
| Octavbaß | 8′  |

- Koppeln: II/I, I/P, II/P